# Perissocope adiastaltus
Perissocope adiastaltus is een eenoogkreeftjessoort uit de familie van de Harpacticidae. De wetenschappelijke naam van de soort is voor het eerst geldig gepubliceerd in 1968 door Wells.